# Меморандум о независимости Македонии (1913 год)
Меморандум о независимости Македонии (фр. Mémorandum consérnant l'Indépendance de la Macédonie, макед. Меморандум за независност на Македонија)  — документ, опубликованный на французском языке 1 марта 1913 года четырьмя бывшими членами Македонского научного и литературного общества: Дмитрием Чуповским, Александром Везенковым, Гаврила Константинович и Наце Домовым, которые настаивали на независимости региона Македония.

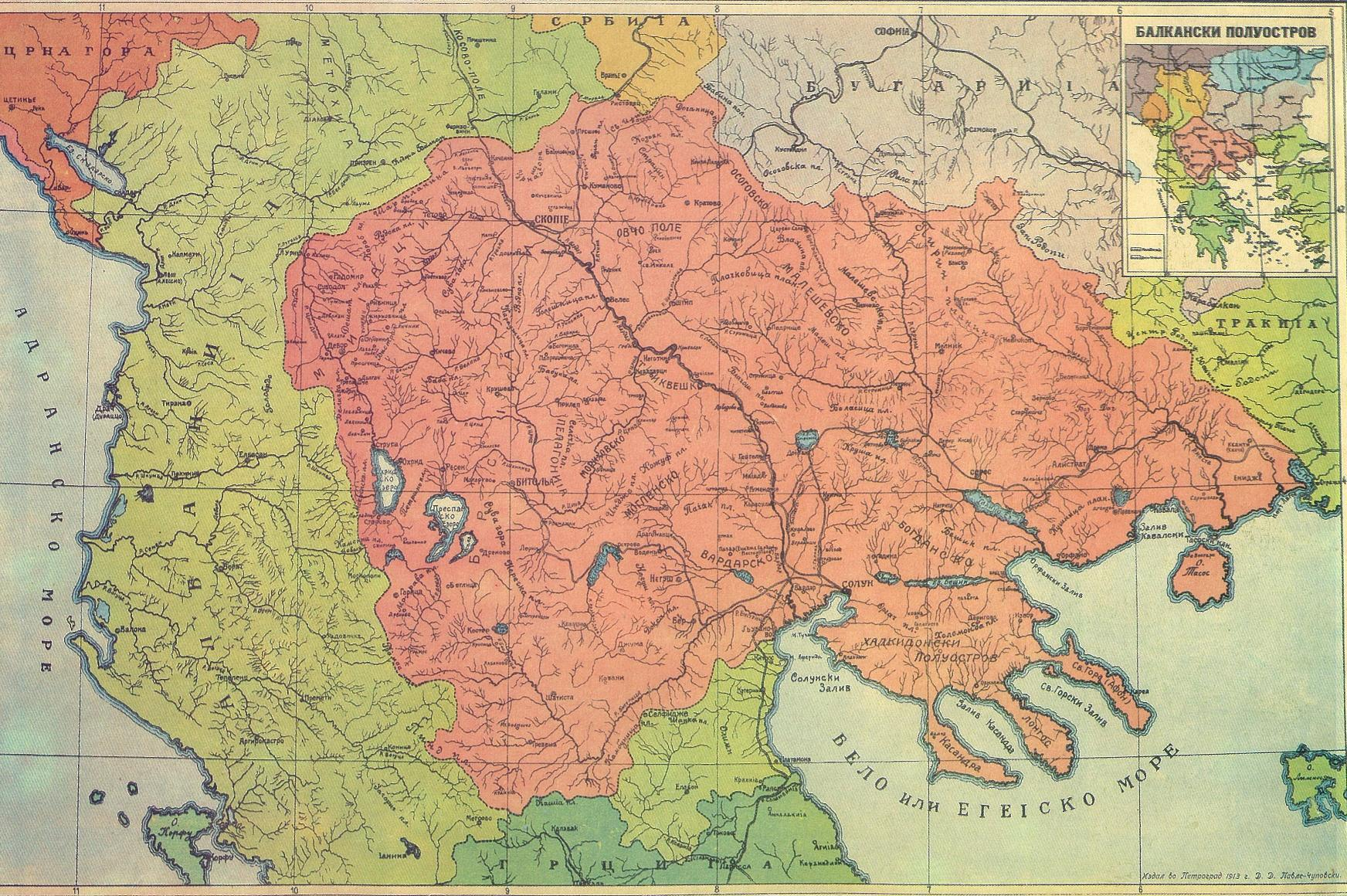
Карта Македонии из публикации в газете "Македонский Голос", выпущенной македонским научно-литературным обществом

Название "Македония", исчезнувшее в период Османского владычества, было возрождено в 19 веке, его границы значительно изменились с течением времени. Документ был адресован государственному секретарю по иностранным делам Соединенного Королевства Эдварду Грею, послам в лондонском дворце и министру иностранных дел Российской Империи. Кроме того, Дмитрий Чуповский нарисовал политико-географическую карту Македонии "в ее естественных, географических, этнических и экономических границах", которая была приложена к Меморандуму. В документе, среди прочего, говорится:
"Выполняя свой священный долг перед Родиной и принимая девиз "Македония для македонян", мы протестуем и не можем оставаться равнодушными, когда союзные балканские государства, наши братья по крови и вере готовятся разорвать нашу Родину, которая находится на том же культурном уровне, что и они, и которая по численности населения больше Сербии и Греции в отдельности."